# Deathlike Silence (banda)
Deathlike Silence es una banda melódica finlandesa de metal fundada en Turku en el año 2003. La banda está fundada por el guitarrista Mr. Catafalque, quien también es el compositor de casi todas las piezas de la banda. El primer álbum de la banda Vigor Mortis se lanzó el 7 de febrero de 2007 y en particular la emisora "A dos metros bajo tierra" se convirtió en un éxito de radio. El segundo álbum de estudio Saturday Night Evil fue lanzado el 28 de enero de 2009.
La ex-teclista de la banda Ms. Erna desempeñó su especialidad con el piano en Lordi antes de unirse a la banda. 
A principios de 2008, Deathlike Silence firmó un contrato de grabación con la discográfica Spinefarm Records.
La propia banda describe su música en su página web como un heavy metal melódico

## Influencias
En una entrevista con Mr Cerberus, declaró que las bandas que influenciaron a Deathlike Silence fueron Frank Zappa, Genesis, Devin Townsend y Meshuggah entre otros.

## Miembros

### Miembros actuales
- Ms. Maya (real. Maija Liittokivi[3]) – vocalista (2003–)
- Mr. Catafalque (real. Ville Taina[3]) – guitarra (2003–)
- Mr. Cerberos (real. Elmo Karjalainen[3]) – solos de guitarra (2004–)
- Mr. Gehenna (real. Janne Venho[4]) – batería (2003–)
- Mr. Ward (real. Tobias Björkwall[4]) – bajo (2006–)
- Mr. Lethargy (real. Tuomas Yli-Kovero) - teclista (2008–)

### Antiguos miembros
- Ms. Erna (real. Erna Siikavirta[3]) – teclista (2006-2008)
- Mr. Algor Mortis - bajista (2004-2005)
- Mr. Rigor Mortis - teclista (2004-2005)

## Discografía

### Álbumes
- 2007: Vigor Mortis (Dethrone Music)
- 2009: Saturday Night Evil (Spinefarm Records)

### Sencillos
- 2007: Face Your Death (Dethrone Music)

### EP
- 2005: Deathlike Silence

## Rendimiento
| Año  | Álbum        | Conteo | Semana | Posición |
| ---- | ------------ | ------ | ------ | -------- |
| 2007 | Vigor Mortis | Top50  | 7      | 35       |